# Tirelire

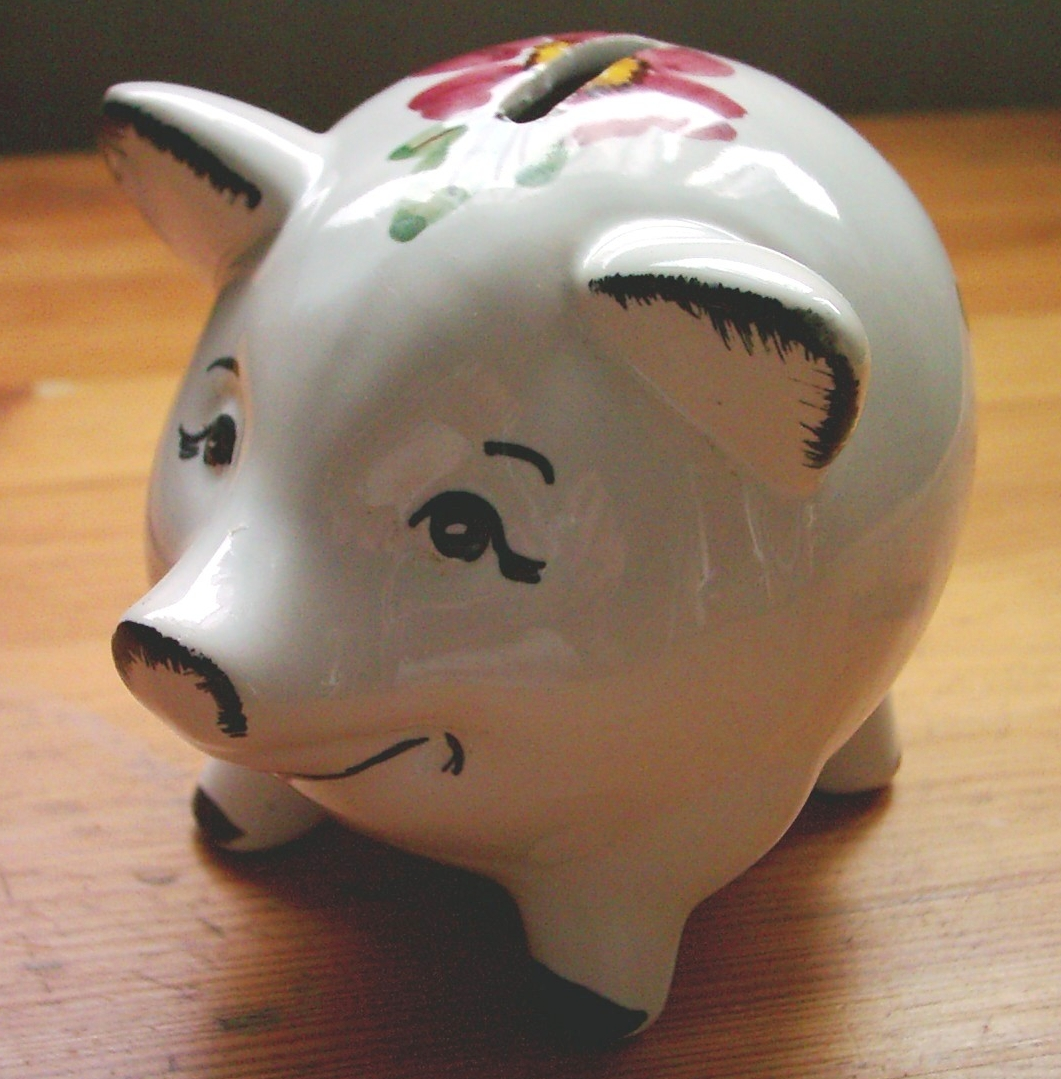
Tirelire en forme de cochon.

Une tirelire est un récipient destiné à accumuler les pièces de monnaie. Elle prend souvent la forme d'un cochon de céramique ou de porcelaine, dont le dos est muni d'une fente permettant d'insérer les pièces mais pas de les retirer. Pour récupérer les pièces, il faut généralement casser la tirelire (bien que certains modèles puissent être ouverts).
Les tirelires sont souvent utilisées par les enfants, auxquels elles permettent d'inculquer l'idée d'épargne: en effet, le fait de devoir casser la tirelire pour pouvoir dépenser l'argent qu'elle contient encourage à réfléchir à la nécessité de la dépense.

## Étymologie
Bien que le mot tirelire soit attesté dès le XIIIe siècle, son origine est incertaine. Une étymologie couramment avancée le relie à la lire italienne et au verbe italien tirare (« jeter »). En réalité, le mot est plus probablement d'origine onomatopéique, en lien avec le bruit que font les pièces en tombant. En effet, au Moyen Âge le verbe tirelirer signifiait « faire entendre un son, une chanson ».

## Histoire

### Asie

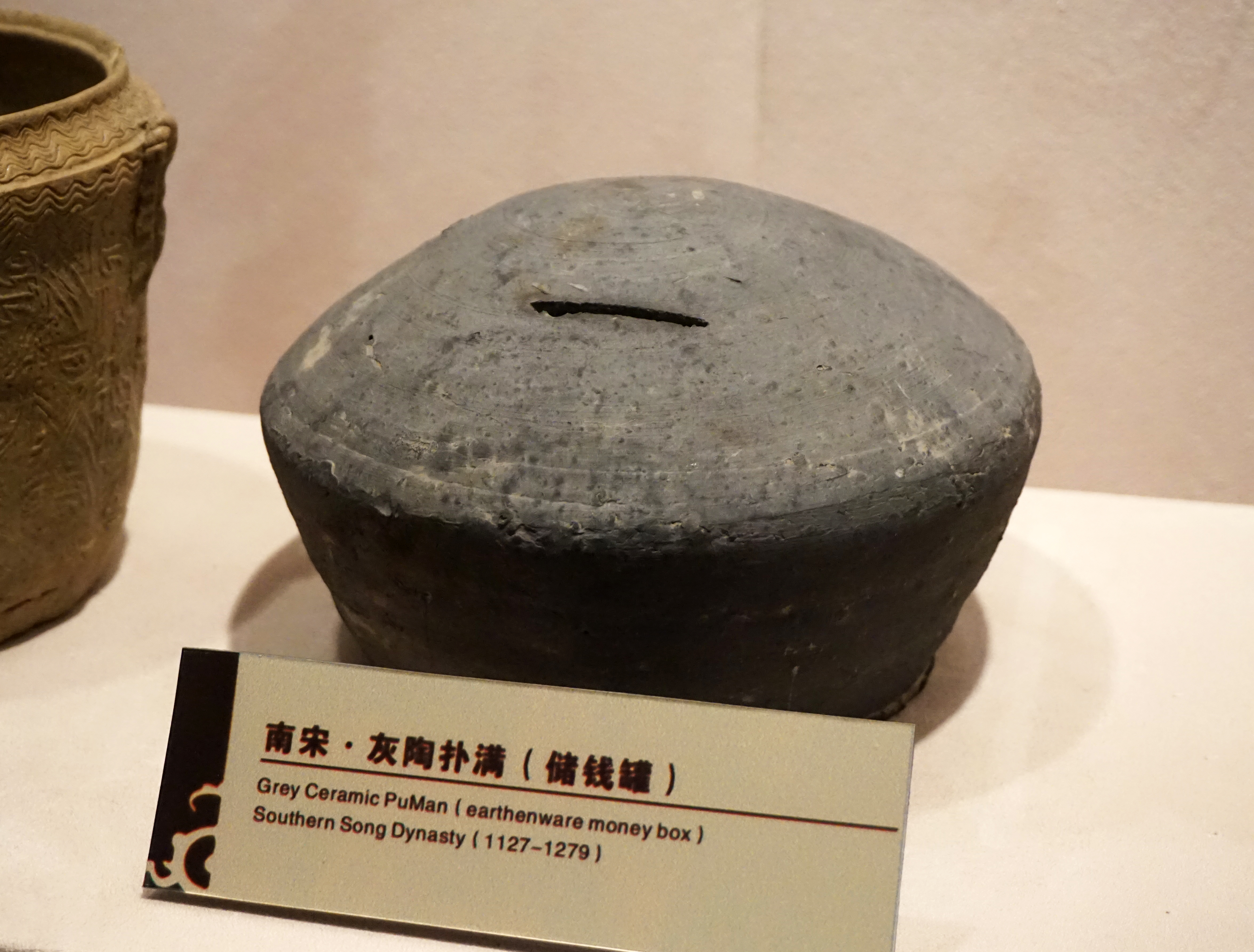
Tirelire de la dynastie Song.

En Chine, la tirelire est appelée « pūmǎn » (chinois : 扑满 ; litt. « frapper-plein »). Dans la littérature chinoise, la plus ancienne référence à la tirelire se trouve dans le 5e rouleau du Xijing zaji (西京杂记), où il est écrit :

« Concernant la tirelire, la faire de terre, y accumuler l'argent, il y a un trou pour l'entrer, mais pas pour le sortir, lorsqu'elle est pleine, la frapper. »

— Liu Xin, Xijing zaji
Le Xijing zaji, ou Notes sur la Capitale de l'Ouest, est un ensemble de notes hétéroclites sur la capitale des Han occidentaux. Il est généralement attribué au lettré Liu Xin (劉歆, 46 av. J.-C. - 23 ap. J.-C.).

### Association avec le cochon

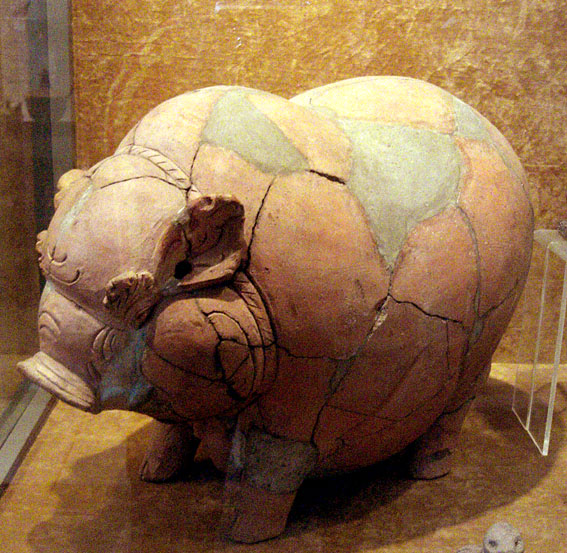
Tirelire Majapahit en forme de cochon, datée du (collection du Musée national d'Indonésie).

Que ce soit en Occident ou en Asie, la tirelire est traditionnellement associée au cochon. Cela s'explique peut-être par le fait que le cochon est un animal que l'on engraisse sur une longue période avant de le tuer, le plus souvent pour une occasion festive. En Chine et au Vietnam, le cochon est un symbole de richesse.
L'explication selon laquelle le lien avec le cochon viendrait de l'homophonie entre le mot anglais pig (cochon) et le supposé ancien mot anglais pygg, désignant une argile utilise en poterie, est issue d'un livre paru en 1989. Elle a été depuis jugée farfelue.
Les plus anciennes tirelires en forme de cochon connues datent du XIIe siècle et ont été retrouvées sur l'île de Java[réf. nécessaire]. En Europe, on trouve des tirelires en forme de cochon dès le XIIIe siècle dans la Thuringe, en Allemagne[réf. nécessaire].

## Galerie de photographies

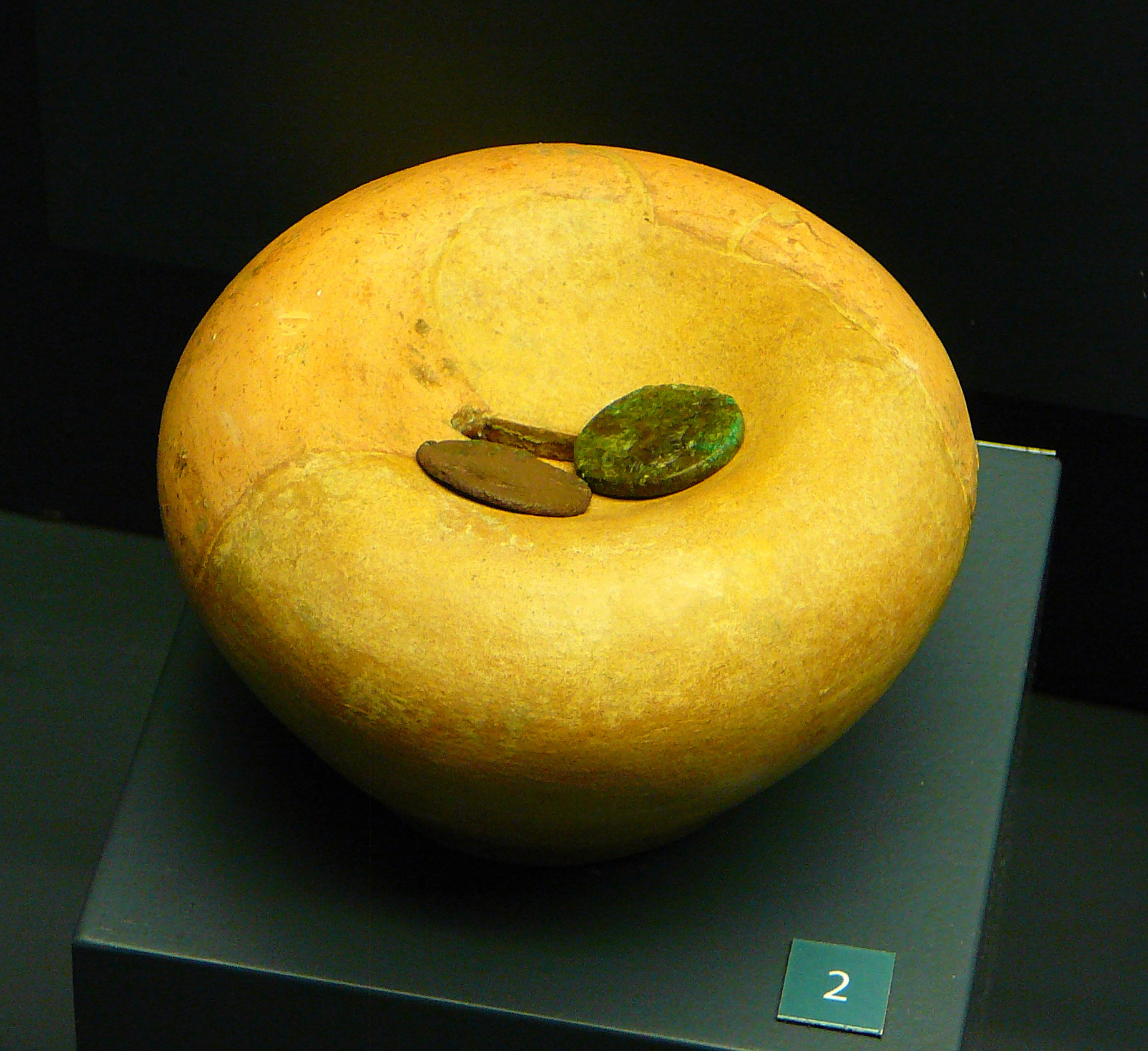
Tirelire Romaine du IIe ou IIIe siècle.
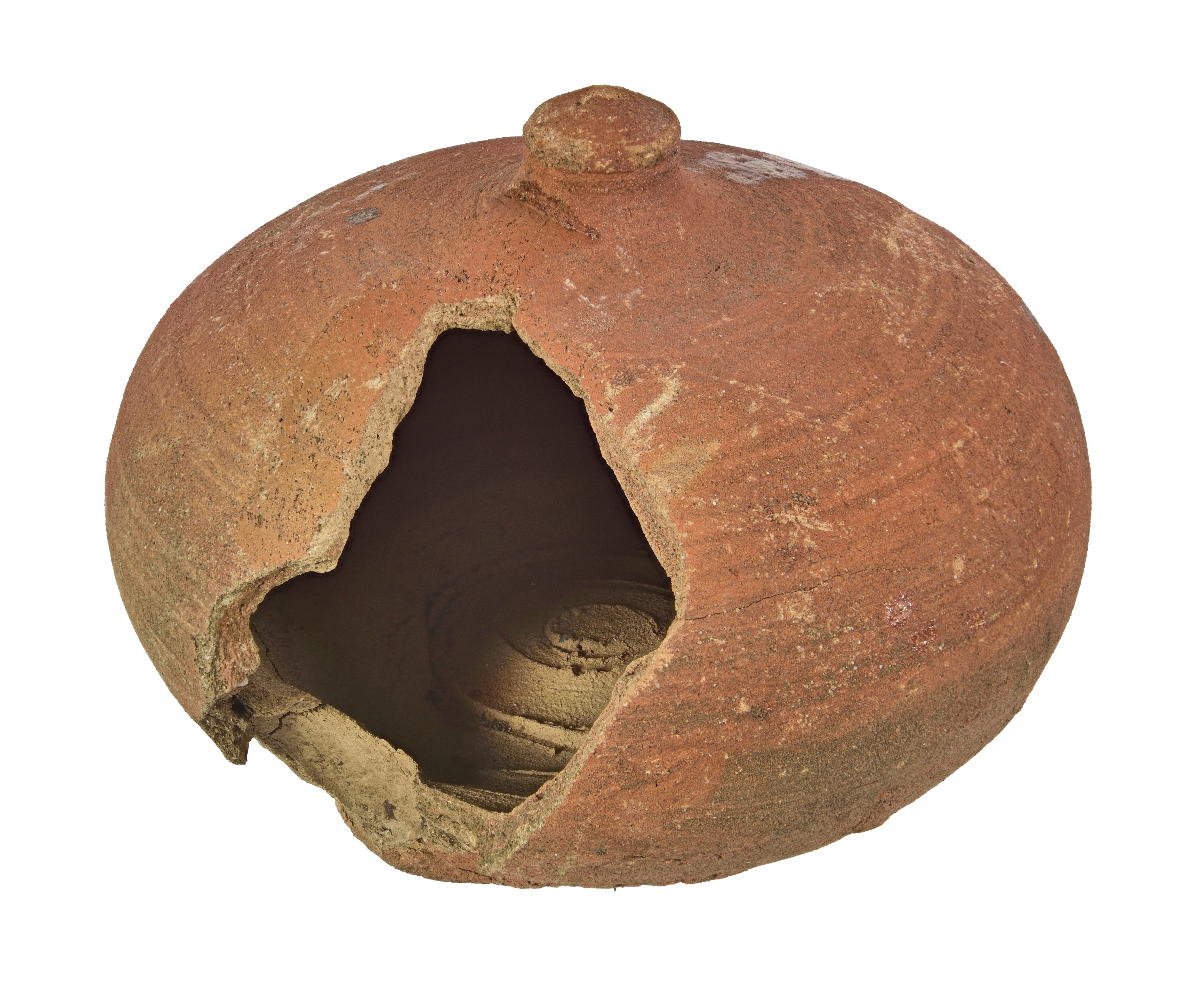
Tirelire en brisée datant d'entre 1250 et 1350 et retrouvée à Bruges.
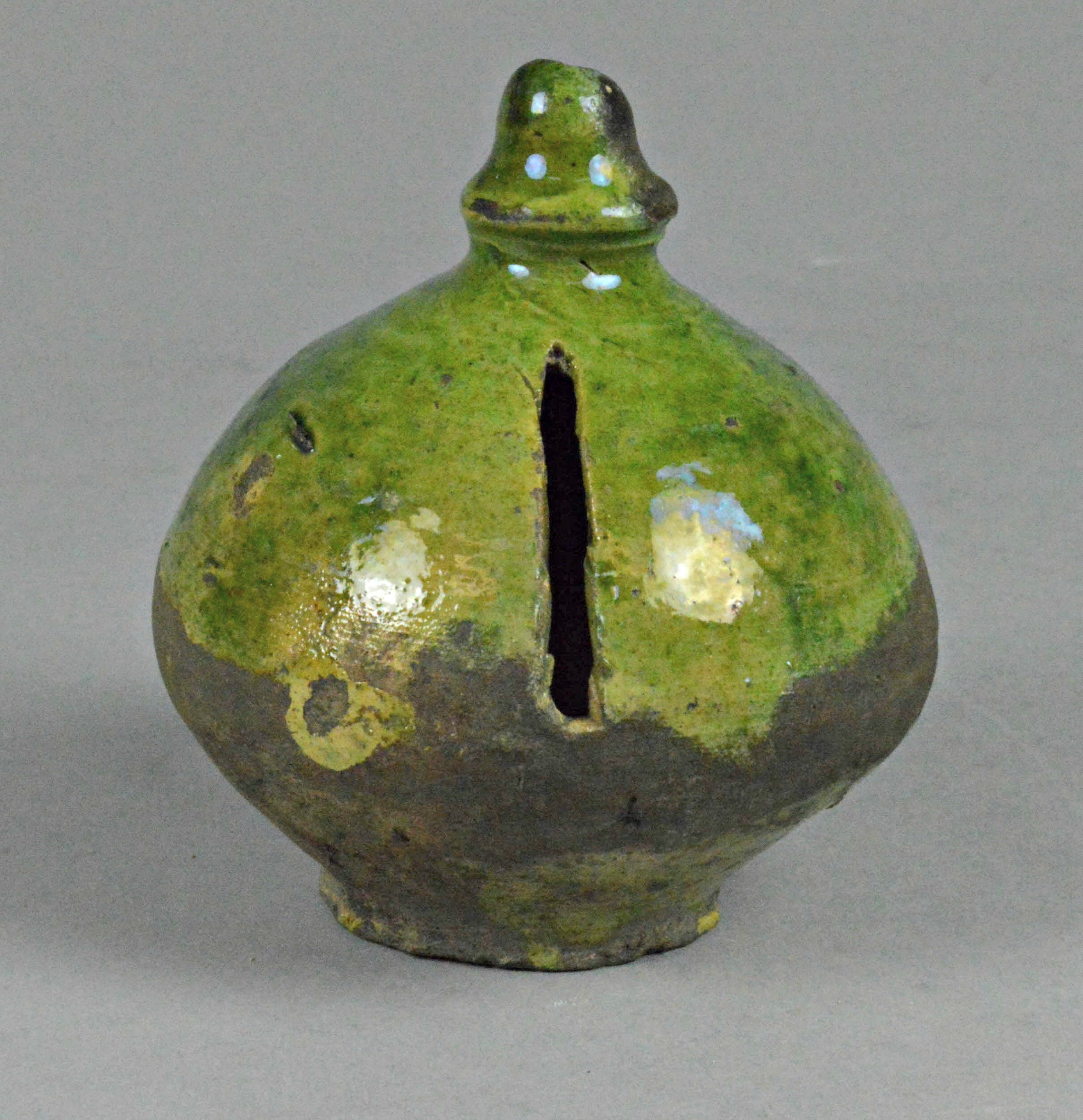
Tirelire dite « Tudor » du XVIe siècle, Angleterre.
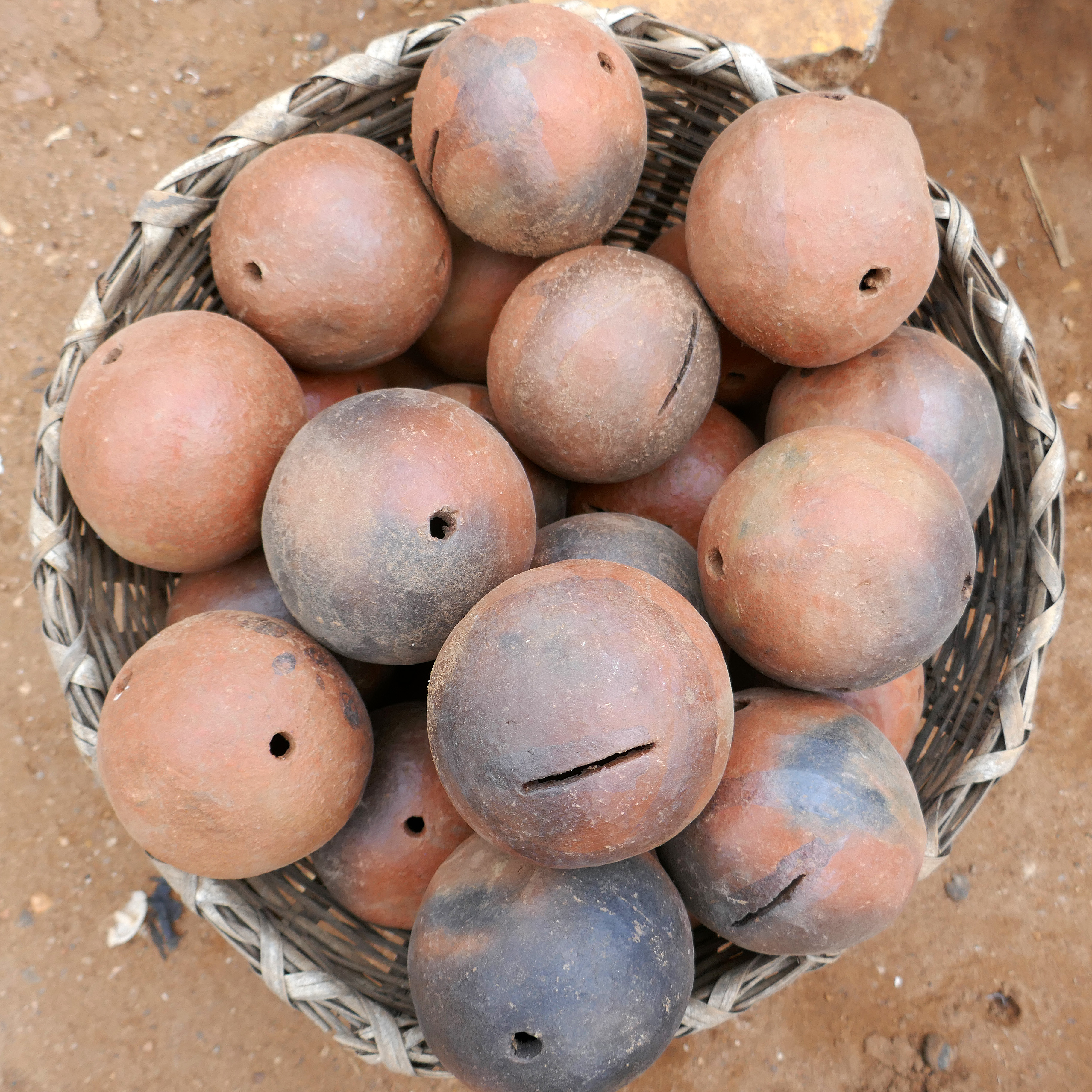
Tirelires en terre cuite du Bénin.
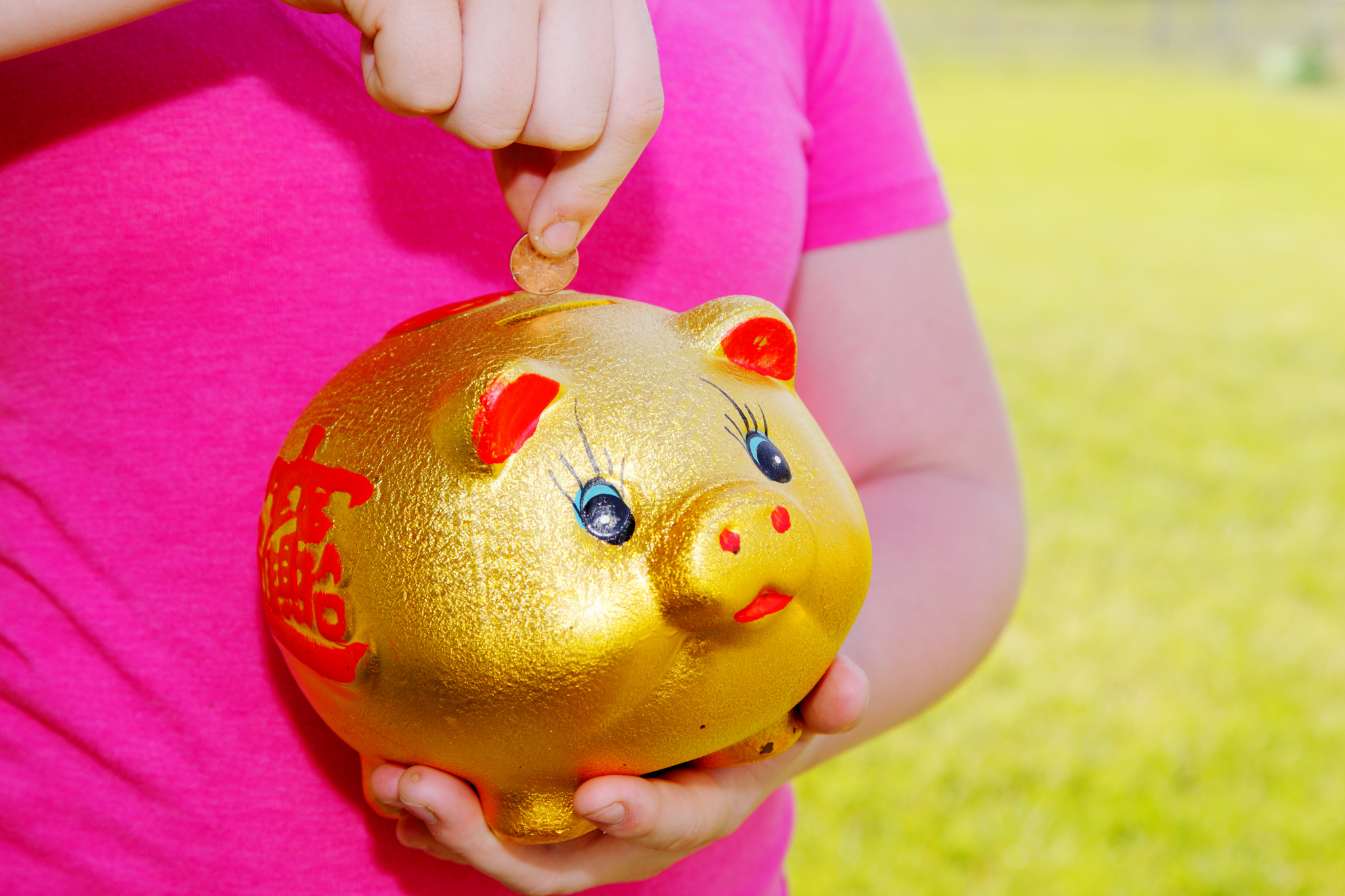
Tirelire chinoise moderne en forme de cochon.